# Glitch Productions
Glitch Productions Pty. Ltd., auch bekannt als Glitch (oft in Großbuchstaben geschrieben) und früher Glitchy Boy oder Glitchy Boy Productions, ist ein australisches Computeranimationsstudio mit Hauptsitz in Sydney, New South Wales. Das Unternehmen ist dafür bekannt, dass es dazu beiträgt, die Reichweite der weltweiten unabhängigen Animationsbranche voranzutreiben. Sie haben Inhouse-Shows wie SMG4 (seit 2017), Meta Runner und Sunset Paradise sowie Murder Drones und Der Unglaubliche Digitale Zirkus produziert. Mit Ausnahme von SMG4 werden alle vom Unternehmen produzierten Shows auf ihren YouTube-Kanal GLITCH hochgeladen. Glitchs jüngste Serie ist Der Unglaubliche Digitale Zirkus, die zu einem Online-Phänomen wurde und im November 2023 122 Millionen Aufrufe verzeichnete. Das Unternehmen wurde 2023 in die Forbes 30 Under 30 für Medien, Marketing und Werbung aufgenommen.

## Geschichte
Am 7. Mai 2011 gründete der Mitbegründer Luke Lerdwichagul im Alter von 13 Jahren seinen ersten YouTube-Kanal, SMG4. Die auf dem Kanal gezeigten Inhalte konzentrieren sich oft auf animierte Pannen rund um Super Mario und andere Figuren aus Videospielen und dem Internet, einschließlich der kürzlich eingeführten Original-IP. Um 2016 herum sah Lukes älterer Bruder Kevin Lerdwichagul, der den Kanal und sein breites Publikum beobachtet hatte, das Potenzial, ein Unternehmen rund um den Kanal zu gründen, und stieg später als Vollzeitautor und Produzent in die Serie ein, während Luke eine Rolle als Regisseur übernahm und der Titelfigur seine Stimme lieh. Im November 2023 hatte der Kanal 7,45 Millionen Abonnenten.
Am 24. Mai 2017 veröffentlichte Luke ein Fanmail-Video für den SMG4-Kanal, in dem er kurz erwähnte, dass eine Firma namens Glitchy Boy gegründet wurde, um seine Kanäle SMG4, Hobo Bros. und TheAwesomeMario zu vertreten. Am 5. September 2018 wurde auf demselben Kanal ein offizieller Direct veröffentlicht, in dem Luke und Kevin das Konzept von Glitchy Boy, das jetzt in Glitch Productions umbenannt wurde, ausführlich erklärten. Gleichzeitig stellten sie auch Hitbox vor, eine Live-Action-Serie, in der Kevin und Luke als verschiedene Nintendo-Charaktere auftreten.
Am 5. Dezember 2018 veröffentlichte Glitch nach mehreren Teasern den Trailer zu Meta Runner, einer computeranimierten E-Sport-Science-Fiction-Serie, die am 16. Juli 2019 auf dem SMG4-Kanal ausgestrahlt werden sollte. Die von Screen Australia finanzierte Serie wurde zur leistungsstärksten Online-Investition des Unternehmens und erreichte in der ersten Staffel 10 Millionen Zuschauer. Die erste Staffel wurde ebenfalls mit Unterstützung von Crunchyroll und AMD sowie in Zusammenarbeit mit Epic Games finanziert. Am 20. April 2020 gab Screen Australia bekannt, dass sie eine zweite Staffel von Meta Runner finanzieren würden.
Am 27. August 2020 verlagerte Glitch Productions seinen Betrieb auf seinen eigenen offiziellen YouTube-Kanal. Obwohl SMG4 und Hobo Bros. weiterhin auf ihren eigenen Kanälen ausgestrahlt wurden, entfernte der SMG4-Kanal später das gesamte Glitch-Branding. Die erste große Veröffentlichung auf diesem neuen Kanal war der Pilotfilm für ein Meta Runner-Spin-off mit dem Titel Ultra Jump Mania!, der am 4. September 2020 Premiere hatte. Der Pilotfilm wurde jedoch nicht für eine ganze Staffel aufgenommen. Kurz darauf wurde am 16. Oktober 2020 die zweite Staffel von Meta Runner uraufgeführt, die ebenfalls von Screen Australia finanziert wurde.
Am 12. März 2021 stellte Glitch Productions Sunset Paradise vor, ein SMG4-Spin-off rund um die Breakout-Figur Meggy Spletzer, dessen Pilotfilm am 26. März 2021 veröffentlicht wurde. Am 12. Mai 2021 erhielt die Serie eine Online-Produktionsfinanzierung von Screen Australia.
Am 9. Oktober 2021 wurde bekannt gegeben, dass Glitch Productions am 29. Oktober einen Pilotfilm mit dem Titel Murder Drones veröffentlichen wird, der von Liam Vickers erstellt, geschrieben und inszeniert wurde. Die Serie gewann später einen Webby Award für das beste animierte Video.
Am 1. September 2023 kündigte Glitch an, dass sie am 9. November 2023 GlitchX, eine Indie-Animationsmesse, veranstalten würden. Im Vorfeld der Veranstaltung veröffentlichte Glitch Productions am 13. Oktober 2023 die Pilotfolge von Der Unglaubliche Digitale Zirkus, einer Serie, die in Zusammenarbeit mit Gooseworx (Cooper Smith Goodwin) entstand. Mit der Veröffentlichung wurde es zu einem Online-Phänomen und verzeichnete in weniger als einem Monat über 100 Millionen Aufrufe.
Während der GlitchX am 8. November 2023 stellte Glitch zum ersten Mal seit fünf Jahren ein neues Logo vor, das es vereinfachte und zum ersten Mal seit seiner Einführung den vom Game Boy inspirierten Schädel entfernte und ihn durch einen allgemeineren Schädel ersetzte. Es wurde auch angedeutet, dass sich eine neue Zeichentrickserie unter dem Titel The Gaslight District in der Entwicklung befindet, die von Nick Szopko erstellt wurde.

## Aktuelles Programm

### Originalserie

#### Animierte Serie
| Titel                            | Schöpfer          | Premiere-Datum   | Aktuelle Staffel | Quelle(n) |
| -------------------------------- | ----------------- | ---------------- | ---------------- | --------- |
| SMG4                             | Luke Lerdwichagul | 7. Mai 2011      | 13               | [ 1 ]     |
| Der Unglaubliche Digitale Zirkus | Gooseworx         | 14. Oktober 2023 | 1                |           |
| Der Irrlicht Distrikt            | Nick Szopko       | 19. April 2025   | 1                |           |

#### Live-Action-Serie
| Titel  | Schöpfer           | Premiere-Datum     | Aktuelle Staffel | Quelle(n) |
| ------ | ------------------ | ------------------ | ---------------- | --------- |
| Hitbox | Kevin Lerdwichagul | 21. September 2018 | 1                |           |

## Bevorstehendes Programm
| Titel                    | Schöpfer                                    | Premiere-Datum | Quelle(n) |
| ------------------------ | ------------------------------------------- | -------------- | --------- |
| Die Ritter der Guinevere | Dana Terrace, John Bailey Owen, Zach Marcus | 2025           | [ 23 ]    |

## Ehemaliges Programm

### Originalserie

#### Animierte Serie
| Titel           | Schöpfer                             | Premiere-Datum    | Finale-Datum      | Anmerkungen                            |
| --------------- | ------------------------------------ | ----------------- | ----------------- | -------------------------------------- |
| Meta Runner     | Kevin Lerdwichagul Luke Lerdwichagul | 25. Juli 2019     | 9. September 2022 |                                        |
| Sunset Paradise | Kevin Lerdwichagul Luke Lerdwichagul | 26. März 2021     | 30. Juli 2021     | Spin-off von SMG4                      |
| TheAwesomeMario | Luke Lerdwichagul                    | 13. Juli 2013     | 31. Dezember 2017 | Extras YouTube-Kanal mit Bonusinhalten |
| Murder Drones   | Liam Vickers                         | 18. November 2022 | 24. August 2024   |                                        |

#### Live-Action-Serie
| Titel      | Schöpfer                             | Premiere-Datum   | Finale-Datum      | Anmerkungen                                             |
| ---------- | ------------------------------------ | ---------------- | ----------------- | ------------------------------------------------------- |
| Hobo Bros. | Kevin Lerdwichagul Luke Lerdwichagul | 3. Dezember 2016 | 31. Dezember 2020 | Abwechselne-YouTube-Kanal mit Let's Plays und Reactions |